# Bartek Pacuszka
Bartek Pacuszka (Warschau, 25 maart 1990) is een Pools voetballer die als verdediger speelt.

## Carrière
Pacuszka begon zijn carrière bij Agrykola Warschau. Via de Voetbalacademie FC Twente/Heracles Almelo kwam hij in 2008 terecht bij Jong FC Twente. In de winterstop van seizoen 2008/09 werd hij door Twente verhuurd voor een half jaar aan Heracles Almelo. Hij maakte daar op 7 maart 2009 zijn debuut tegen De Graafschap. FC Twente lichtte daarna de optie in het aflopende contract van de Pool, waardoor hij langer bij de Enschedese club onder contract staat. Heracles maakte daarop bekend dat Pacuszka na afloop van het seizoen weer terugkeert naar FC Twente. Daar speelde hij nog één seizoen in het beloftenelftal, waarna hij transfervrij werd. Hierna was hij op proef bij Polonia Bytom, Cracovia Kraków, Ruch Chorzów en Korona Kielce maar kreeg geen contract aangeboden. Eind november 2010 was hij op proef bij Dolcan Ząbki. Begin 2011 vond hij onderdak bij OKS Start Otwock dat uitkomt in de II Liga Oost.

## Erelijst
- Super Cup A-junioren: 2007 (FC Twente/Heracles Almelo)
- Otten Cup: 2008 (FC Twente/Heracles Almelo)

## Statistieken
| Seizoen         | Club            |                    | Competitie      | Competitie | Competitie | Beker | Beker | Internationaal | Internationaal | Overig | Overig | Totaal | Totaal |
| Seizoen         | Club            | Wed.               | Competitie      | Dlp.       | Wed.       | Dlp.  | Wed.  | Dlp.           | Wed.           | Dlp.   | Wed.   | Dlp.   |        |
| --------------- | --------------- | ------------------ | --------------- | ---------- | ---------- | ----- | ----- | -------------- | -------------- | ------ | ------ | ------ | ------ |
| 2008/09         | Heracles Almelo | Vlag van Nederland | Eredivisie      | 1          | 0          | 0     | 0     | -              | -              | -      | -      | 1      | 0      |
| Club totaal     | Club totaal     | Club totaal        | Club totaal     | 1          | 0          | 0     | 0     | 0              | 0              | 0      | 0      | 1      | 0      |
| 2009/10         | FC Twente       | Vlag van Nederland | Eredivisie      | 0          | 0          | 0     | 0     | 0              | 0              | -      | -      | 0      | 0      |
| Club totaal     | Club totaal     | Club totaal        | Club totaal     | 0          | 0          | 0     | 0     | 0              | 0              | 0      | 0      | 0      | 0      |
| 2010/11         | Start Otwock    | Vlag van Polen     | II Liga Oost    | 16         | 0          | 0     | 0     | 0              | 0              | -      | -      | 16     | 0      |
| Club totaal     | Club totaal     | Club totaal        | Club totaal     | 16         | 0          | 0     | 0     | 0              | 0              | 0      | 0      | 16     | 0      |
| Carrière totaal | Carrière totaal | Carrière totaal    | Carrière totaal | 17         | 0          | 0     | 0     | 0              | 0              | 0      | 0      | 17     | 0      |

Bijgewerkt op 20 jun 2011 13:39 (CET)